# Megaselia jameslamonti
Megaselia jameslamonti är en tvåvingeart som beskrevs av Ronald Henry Lambert Disney 1995. Megaselia jameslamonti ingår i släktet Megaselia och familjen puckelflugor.
Artens utbredningsområde är Tyskland. Arten är reproducerande i Sverige. Inga underarter finns listade i Catalogue of Life.